# Leptotyphlops pungwensis
Leptotyphlops pungwensis är en kräldjursart som beskrevs av  Donald G. Broadley och WALLACH 1997. Leptotyphlops pungwensis ingår i släktet Leptotyphlops och familjen Leptotyphlopidae. Inga underarter finns listade i Catalogue of Life.